# Diga di Verdiana
La diga di Verdiana è uno sbarramento artificiale che ferma le acque della Verdiana, a circa 784 m.s.l.m. in località i Minugioli a circa 3 km da Spignana, frazione del comune sparso di San Marcello Piteglio. La prima pietra è stata posta nel 1943 dalla SELT-Valdarno, opere connesse incluse.
In origine la diga non era provvista di sfioratori, quindi la capienza del bacino era maggiore, tant'è che l'acqua arrivava quasi a sfiorare il coronamento, a quota 780.5 m.s.l.m. In conseguenza del Disastro del Vajont, nel 1964 lo stato italiano impose 
l'abbassamento del livello di invaso di tutte le dighe, per questioni legate alla sicurezza, così dal '64-'65 la quota di invaso è stata ridotta a 776.15 m.s.l.m
Le opere connesse al corpo della diga si protraggono per circa 6 km da I Minugioli alla Centrale idroelettrica di Sperando presso La Lima, passando per le località di Cerletta,  Africo, per il paese di Spignana e Monte Castello dove a quota 738 m.s.l.m. si trova un bacino di raccolta acque, con condotta forzata, facendo effettuare all'acqua un salto di 190 m finendo su di una turbina Pelton. Sempre sul suddetto monte troviamo una bocca di sfogo delle acque, nella pendice di Sud-Est, rivolta verso la Verdiana.
L'impianto idroelettrico inoltre è idrologicamente connesso allo sbarramento di Rio Forca.